# 가나가와현 제17구
가나가와현 제17구(일본어: 神奈川県第17区)는 일본의 중의원 선거구이다. 1994년 일본 공직선거법 개정으로 신설되었다.

## 지역
- 오다와라시
- 하다노시
- 미나미아시가라시
- 아시가라카미군
- 아시가라시모군

가나가와현의 남서부, 현내에서 가장 인구 밀도가 낮은 지역이 할당되어 있고 지역구가 넓다. 수도권(도시)이라기보다는 지방의 색깔이 짙은 선거구이다.

## 역대 국회의원
| 선거          | 선거          | 의원            | 정당       |
| ------------- | ------------- | --------------- | ---------- |
|               | 1996년 제41회 | 고노 요헤이     | 자유민주당 |
| 2000년 제42회 |               | 고노 요헤이     | 자유민주당 |
| 2003년 제43회 |               | 고노 요헤이     | 자유민주당 |
| 2005년 제44회 |               | 고노 요헤이     | 자유민주당 |
|               | 2009년 제45회 | 가미야마 요스케 | 민주당     |
|               | 2012년 제46회 | 마키시마 가렌   | 자유민주당 |
| 2014년 제47회 |               | 마키시마 가렌   | 자유민주당 |
| 2017년 제48회 |               | 마키시마 가렌   | 자유민주당 |

## 같이 보기
- 일본 중의원 소선거구제 선거구 목록